# لگدن
لگدن (به آلمانی: Legden) یک شهر در آلمان است که در بورکن واقع شده‌است. لگدن ۶٬۸۰۷ نفر جمعیت دارد.